# Trittico Floreins

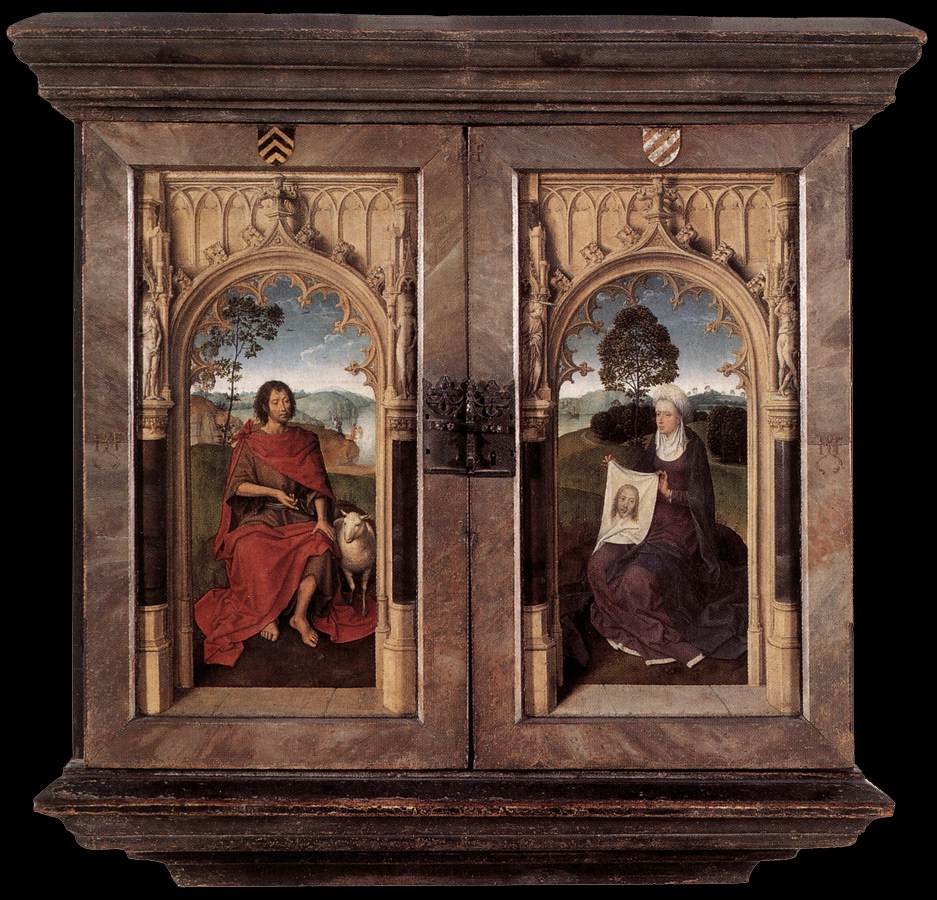
Il trittico chiuso.

Il Trittico Floreins  è un  dipinto  a olio su tavola del pittore primitivo fiammingo Hans Memling realizzato nel 1479 per il fratello Jan Floreins e conservato nell'ospedale di San Giovanni a Bruges  in Belgio.

## Storia
L'iscrizione nell'elenco originale racconta molto della storia dell'opera: DIT WERCK DEDE MAKEN BROEDER JAN FLOREINS ALIAS VANDER RIJST. BROEDER PROFESS VANDE HOSPITALE VAN SINT JANS IN BRUGGHE. ANNO MCCCCLXXIX - OPUS JOHANNIS MEMLING. Jan Floreins (1443-1504/05) discendente da una nobile famiglia, entrò nella comunità monastica dell'Ospedale di San Giovanni nel 1472. Dal 1488 al 1497 fu il maestro lì, la più alta funzione amministrativa. 
L'altare che Floreins aveva fatto da Memling nel 1479 probabilmente aveva un posto nella cappella dell'ospedale. Alcuni Santi del dipinto hanno un chiaro collegamento con l'Ospedale. Entrambi i tre Re Magi e la Veronica erano invocati contro un'improvvisa morte senza gli ultimi sacramenti.

## Descrizione
Nel trittico, Memling dipinse da sinistra a destra la nascita di Gesù, l'adorazione dei Magi e la presentazione al Tempio. La nascita e il culto avvengono nella stessa stalla fatiscente, dipinta da una diversa angolazione. Per i contemporanei di Memling, l'incarico ebbe luogo in un ambiente ben noto, la cattedrale di San Donato, che fu demolita alla fine del XVIII secolo. Il donatore del trittico occupa un posto modesto sul lato sinistro del pannello centrale, pregando dietro un muro con un libro davanti a sé. Probabilmente legge il passaggio nella Bibbia sull'adorazione dei Re Magi e la scena si svolge come una specie di visione davanti ai suoi occhi. L'età di Floreins (36 anni) può essere letta sul muro alla destra della sua testa. La funzione e l'identità dei tre spettatori (dietro il donatore, dietro il re nero e nella finestra) sono sconosciute.
Nella stalla non mancano il bue e l'asino. La corda che è legata intorno alle corna del bue può essere un riferimento alla legge a cui è legato l'ebraismo. L'intero trittico è collocato in una cornice fiamminga. Sul lato destro, dietro Giuseppe, si può vedere una piazza attraverso una porta aperta. Dietro la stalla è dipinta una città con alcuni cavalieri, uno dei quali seduto su un cammello. Il pittore aggiunse un sottile trompe-l'œil al pannello centrale; il mantello del re in ginocchio a destra cade leggermente sopra la cornice. 
Quando il trittico è chiuso, lo spettatore vede due santi sotto bellissimi archi gotici, a sinistra Giovanni Battista con l'agnello e Santa Veronica a destra con la sua tela con il volto di Cristo. L'ampio fiume nel profondo paesaggio sullo sfondo è il Giordano, con il battesimo di Gesù sulla riva sinistra. Le immagini dipinte sugli archi rappresentano Adamo ed Eva, a sinistra in paradiso e a destra quando un angelo li scaccia. Anche la pittura delle cornici è originale con gli stemmi e le iniziali (JF) del cliente. Il trittico di Jan Floreins mostra molte somiglianze con il Trittico dell'Adorazione dei Magi che Memling aveva dipinto qualche anno prima e che è oggi al Museo del Prado. Entrambe le opere sono a loro volta derivate dal Trittico di santa Colomba di Rogier van der Weyden, nel cui studio Memling ha lavorato per qualche tempo. Ciò è evidente, ad esempio, nel doppio arco nella stalla e nella posizione dominante che Maria occupa sul pannello centrale. Memling si distingue dal suo insegnante per un'interpretazione più dolce e modesta.

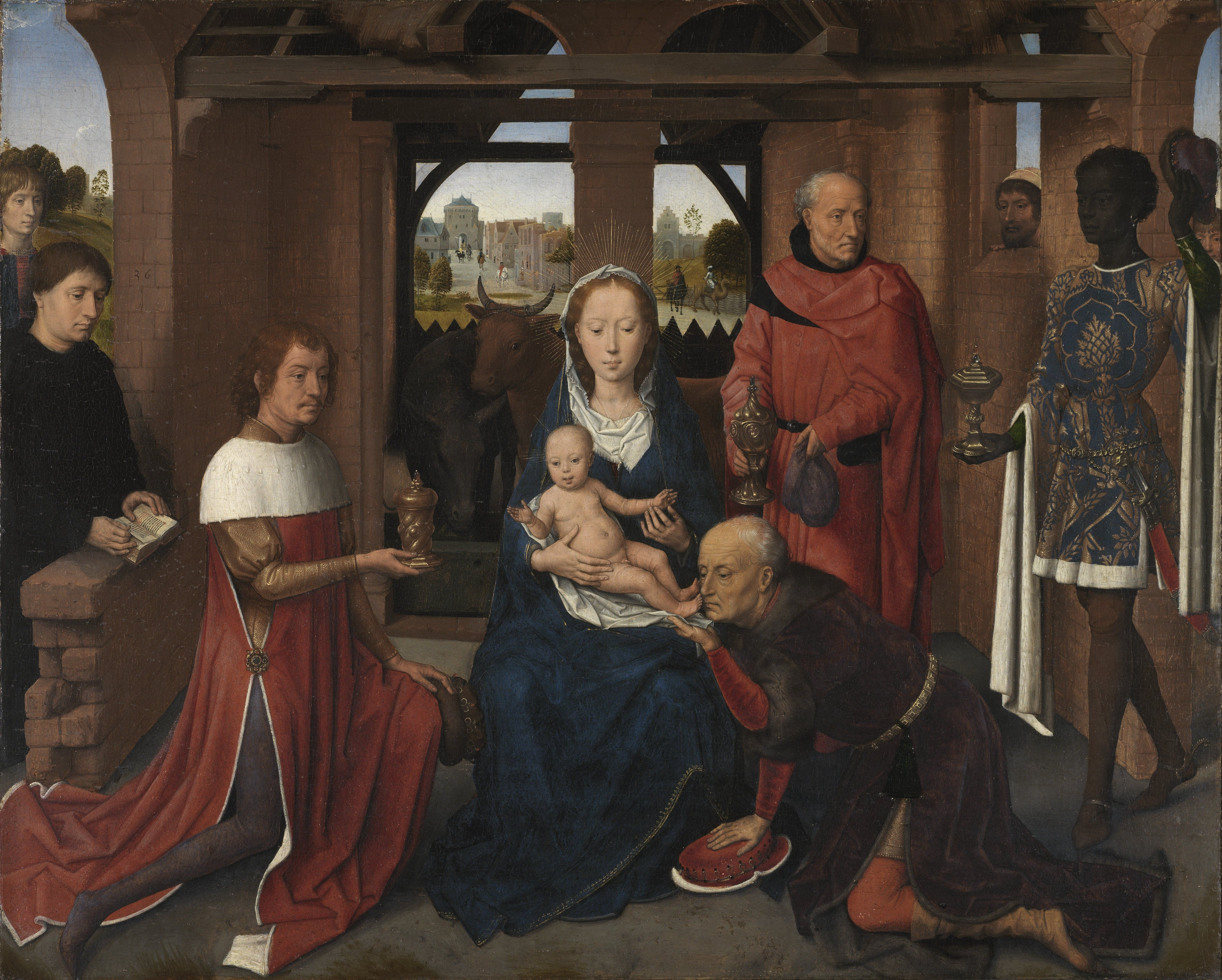
Hans Memling Pannello centrale del Trittico Jan Floreins, Ospedale di San Giovanni
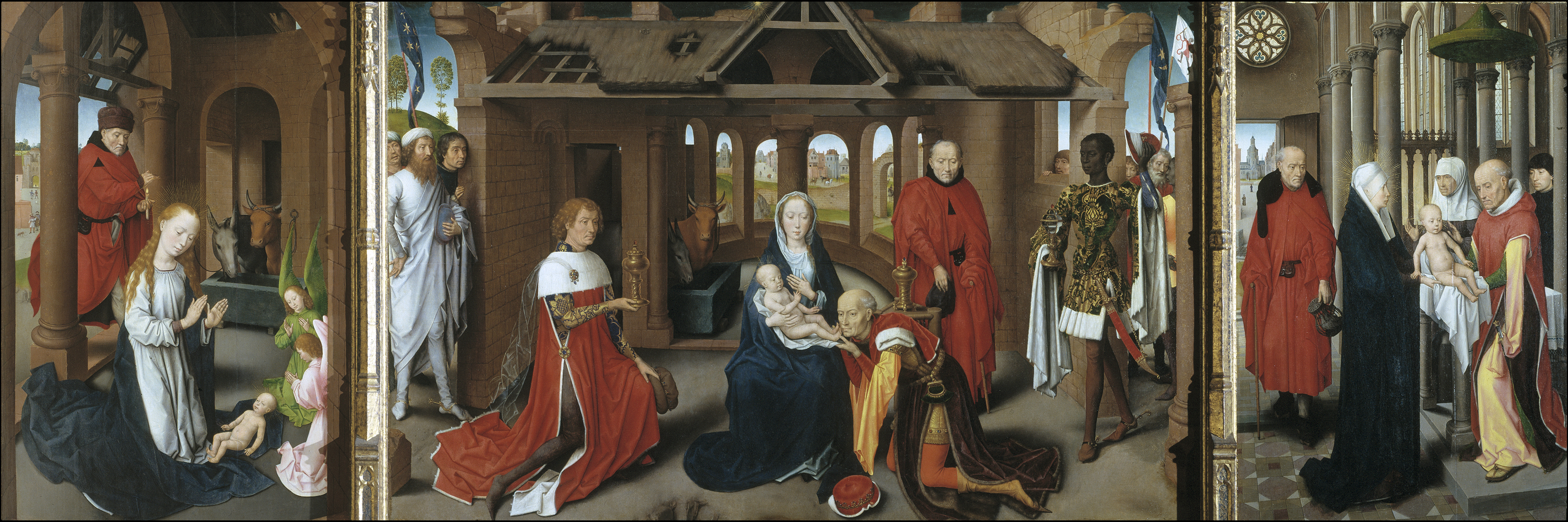
Hans Memling, Trittico dell'Adorazione dei Magi, Museo del Prado
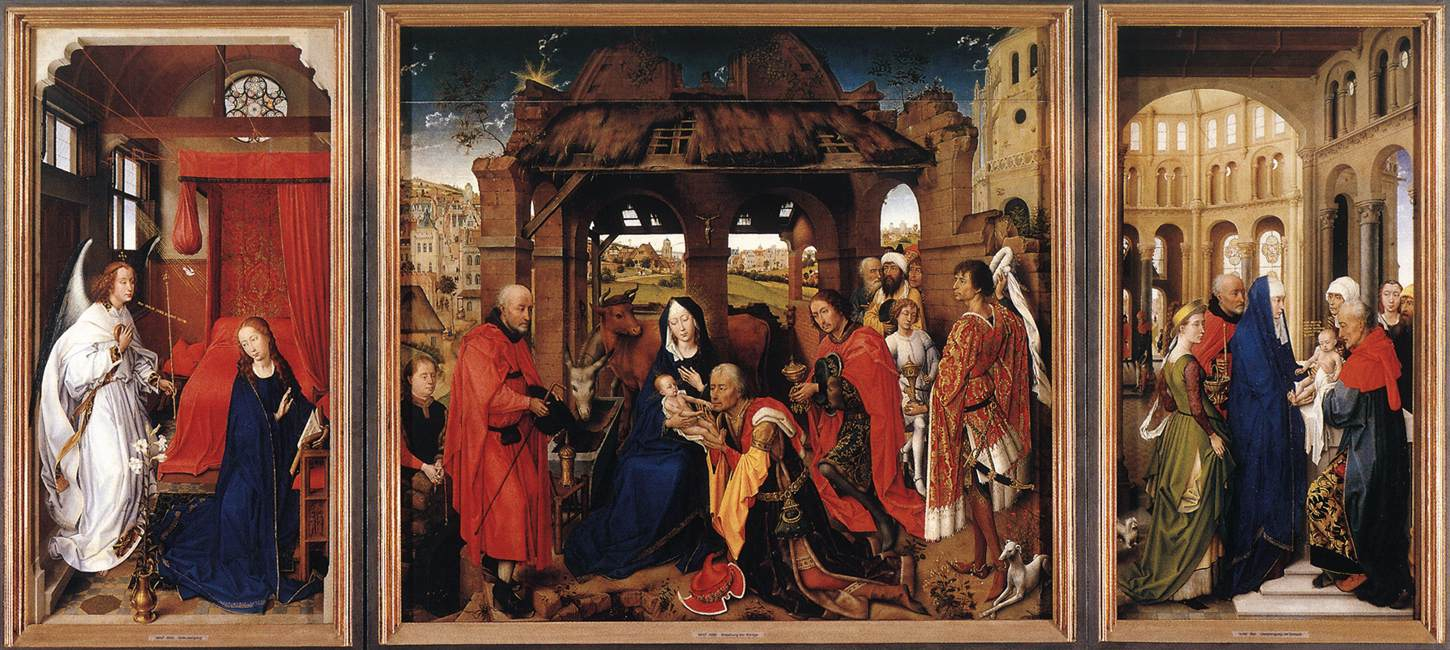
Rogier van der Weyden, Trittico di santa Colomba, Alte Pinakothek